# Cứu hỏa

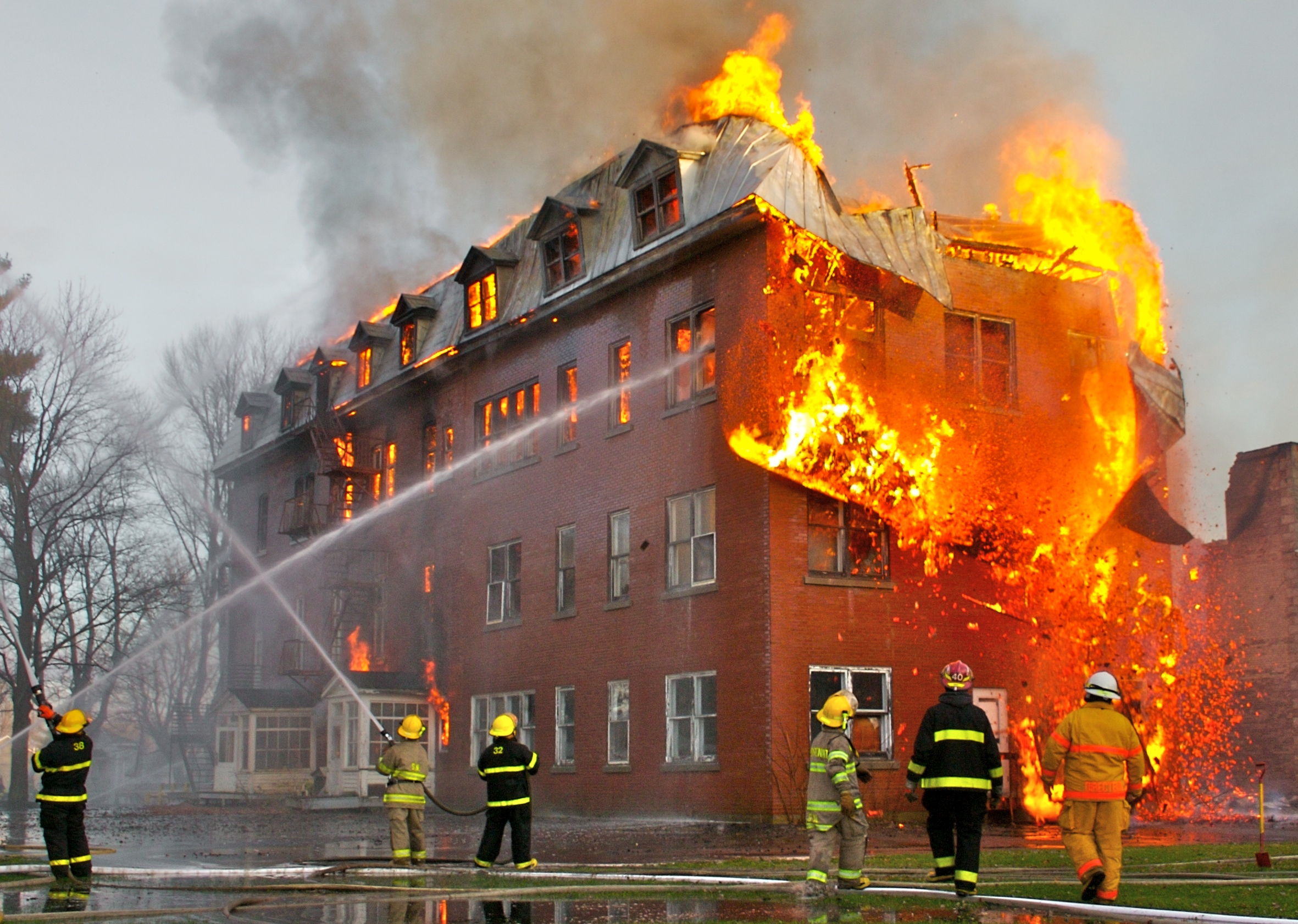
Cháy nhà ở Canada năm 2006

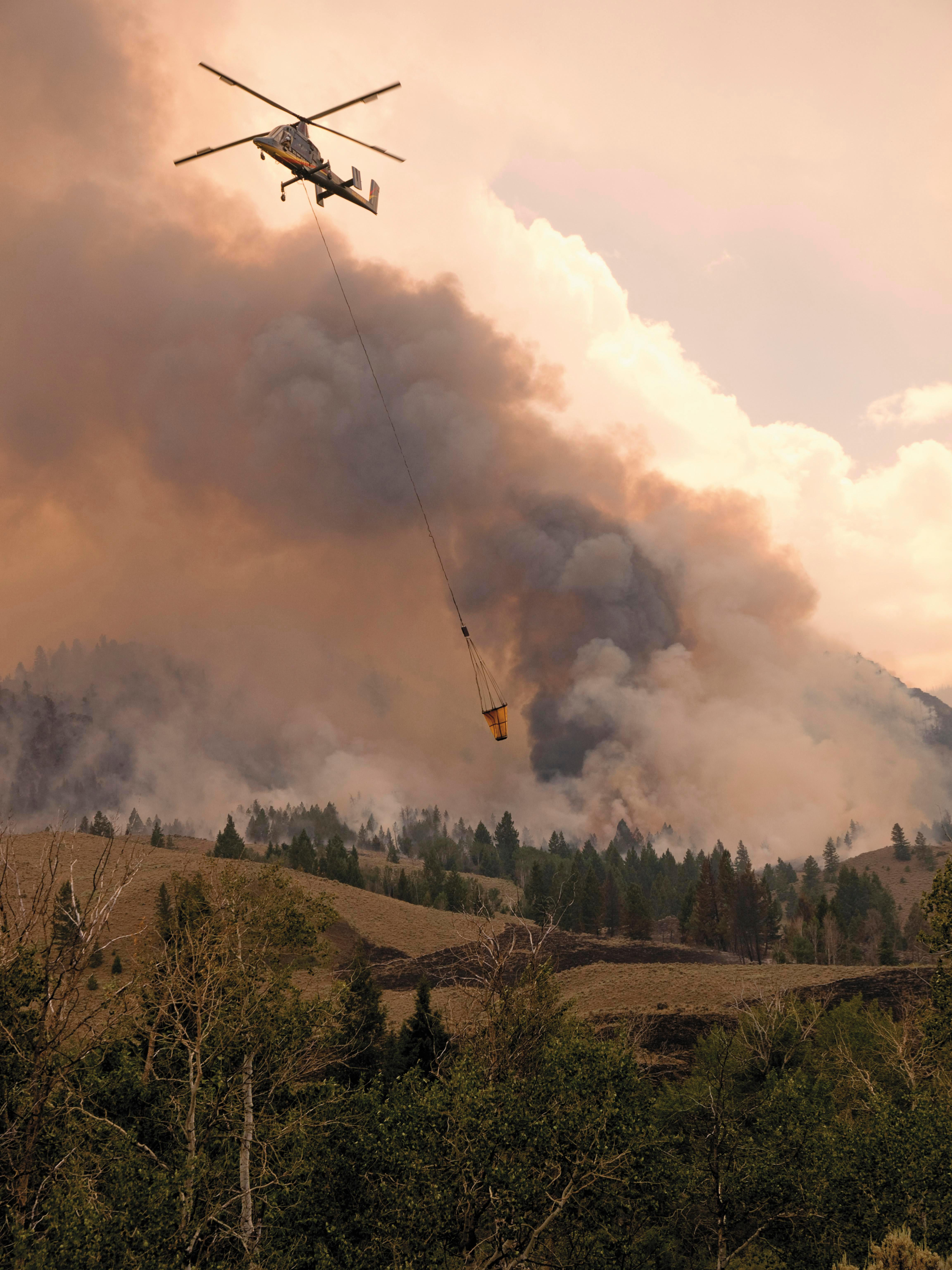
Trực thăng Kaman K-MAX cứu cháy rừng ở bang Utah, Mỹ

Cứu hỏa hoặc chữa cháy (tiếng Anh: firefighting) là việc ngăn chặn và dập tắt đám cháy không mong muốn, tránh để lửa gây thiệt hại về người, vật và tài sản. Người làm nghề cứu hỏa chuyên nghiệp, được đào tạo bài bản gọi là lính cứu hỏa.